# Cyrillaceae
Die Cyrillaceae sind eine Pflanzenfamilie innerhalb der Ordnung der Heidekrautartigen (Ericales) mit nur zwei monotypischen Gattungen, also nur zwei Arten. Sie sind in der Neotropis verbreitet.

## Beschreibung

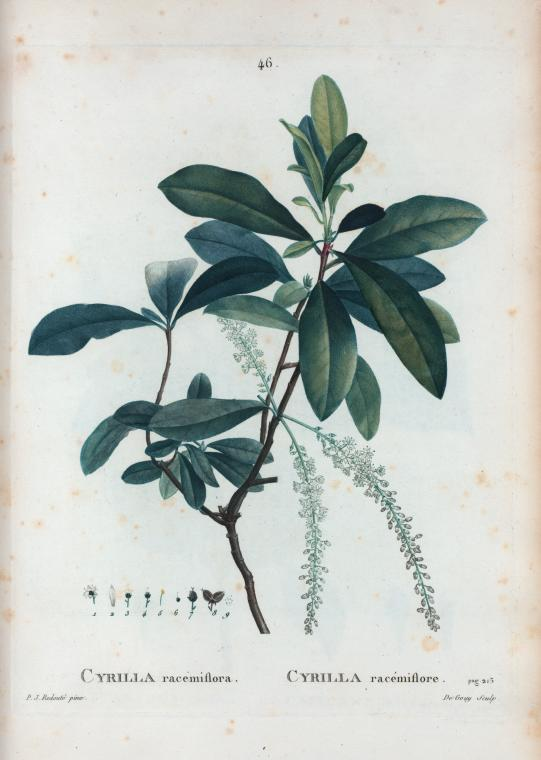
Illustration von Cyrilla racemiflora

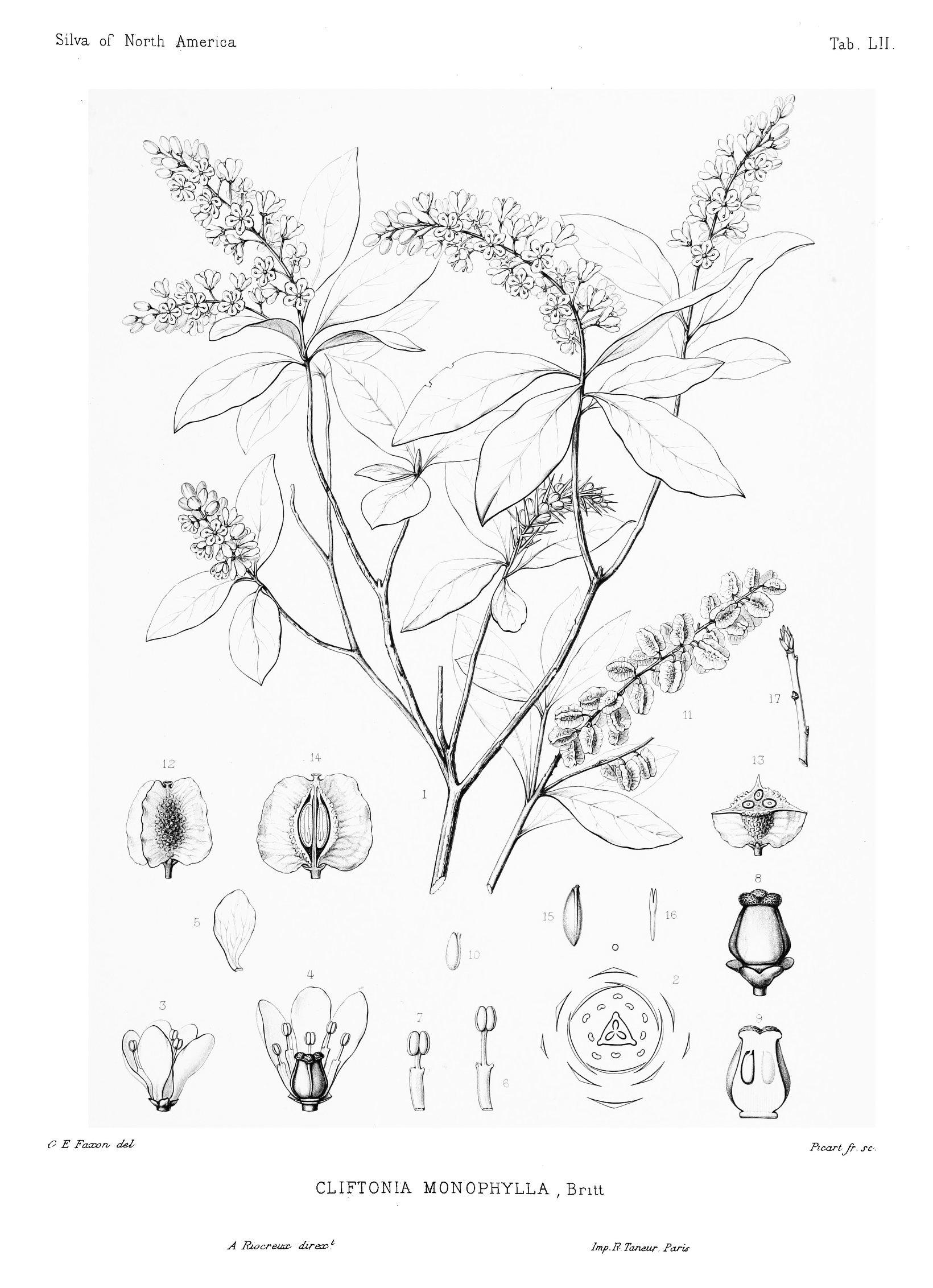
Illustration von Cliftonia monophylla aus Charles Sprague Sargent: The silva of North America by Charles Sprague Sargent, Volume 2, 1891, Tafel LII

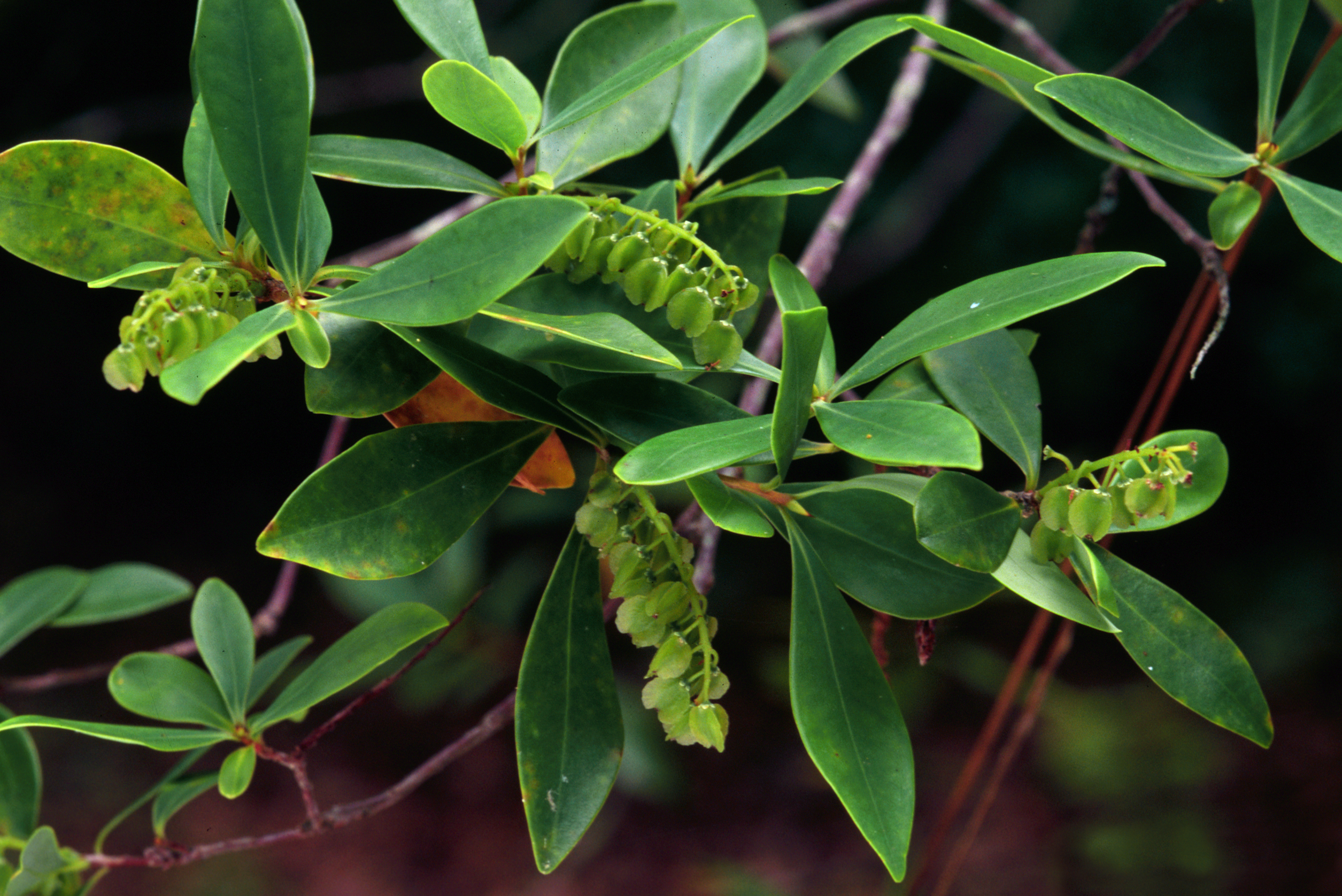
Zweig mit einfachen Laubblättern und Samara von Cliftonia monophylla

### Vegetative Merkmale
Es sind immergrüne oder laubabwerfende, kleine Bäume oder Sträucher. Die wechselständig und spiralig angeordneten, kurz gestielten Laubblätter sind einfach. Der Blattrand ist glatt. Nebenblätter sind keine vorhanden.

### Generative Merkmale
Die Blüten stehen in end- oder seitenständigen, sehr langen traubigen Blütenständen.
Die sehr kleinen, duftenden, zwittrigen Blüten sind radiärsymmetrisch und fünf- bis siebenzählig mit doppelter Blütenhülle (Perianth). Die fünf bis sieben Kelchblätter sind mindestens an ihrer Basis verwachsen. Die fünf bis sieben weißen, roten, rosafarbenen oder violetten Kronblätter sind röhrig verwachsen, wobei die Kronröhre kürzer ist als die Kronlappen. Die Blüten enthalten ein oder zwei Kreise mit je fünf freien, fertilen Staubblättern. Zwei bis fünf Fruchtblätter sind zu einem oberständigen, synkarpen Fruchtknoten verwachsen. Es ist ein sehr kurzer Griffel mit einer meist dreilappigen Narbe vorhanden.
Als Früchte werden trockene, ein- bis viersamige Steinfrüchte (Cyrilla racemiflora) oder zwei- bis fünfflügelige Flügelnüsse (Samara) (Cliftonia monophylla) gebildet.
Die Chromosomengrundzahl beträgt x = 10.

## Systematik und Verbreitung
Die Familie Cyrillaceae wurde 1846 durch John Lindley in The Vegetable Kingdom, 445 aufgestellt.
Am nächsten verwandt zur Familie Cyrillaceae ist die Familie Clethraceae. Die Gattung Purdiaea daraus wurde früher der Familie Cyrillaceae zugeordnet und nach phylogenetischen Erkenntnissen umgegliedert. Manche Autoren hatten auch die Gattung Clethra dieser Familie zugeordnet.
Die beiden Arten haben Areale nur in der Neotropis von den südöstlichen USA bis ins nördliche Südamerika.
Die Familie Cyrillaceae enthält nur zwei Gattungen mit je einer Art:
- Cyrilla Garden ex L.:
  - Cyrilla racemiflora L.: Sie ist von den südöstlichen US-Bundesstaaten Florida, südliches Alabama, Georgia, Louisiana, östliches North Carolina, South Carolina, südöstliches Virginia sowie südliches Mississippi über den südlichen mexikanischen Bundesstaat Oaxaca bis zu den zentralamerikanischen Staaten bis Belize, nordöstliches Nicaragua sowie Panama und den karibischen Inseln Kuba, Hispaniola, Jamaika, Puerto Rico, Dominica, Guadeloupe, Martinique sowie St. Vincent und die Grenadinen bis zu den südamerikanischen Staaten östliches Kolumbien, südliches Venezuela, nördliches Brasilien sowie Guyana verbreitet.[2]
- Cliftonia Banks ex C.F.Gaertn.:
  - Cliftonia monophylla (Lam.) Britton ex Sarg.: Sie kommt nur in der südöstlichen US-Bundesstaaten nördliches Florida, südliches Alabama, südöstliches Georgia, südöstliches Louisiana sowie südliches Mississippi vor.[2]